# Rhynchosia ovatifoliolata
Rhynchosia ovatifoliolata är en ärtväxtart som beskrevs av Antonio Rocha da Torre. Rhynchosia ovatifoliolata ingår i släktet Rhynchosia och familjen ärtväxter. Inga underarter finns listade i Catalogue of Life.